# 霍華德·萊文
霍華德·萊文（英語：Howard Levene，1914年1月17日—2003年7月2日）是一名美國統計學家和遺傳學家。他於1947年獲得哥倫比亞大學的博士學位，不久之後便加入該校的教師行列。他在哥倫比亞大學任教，擔任數學統計和遺傳學教授，直到1982年。在統計學上，他以發展萊文檢定而知名，萊文檢定是單因子變異數分析的修正形式。他對人口遺傳學的主要貢獻被稱為「萊文模型」。這是第一個種群遺傳模型，其中包含了多個生態利基的存在。他在1976年擔任美國博物學會會長。萊文也是哥倫比亞大學統計系教學獎的命名人，該獎自1999年起頒發霍華德·萊文傑出教學獎。

## 外部連結
- 霍華德·萊文在數學譜系計畫的資料。